# Ridley Scott

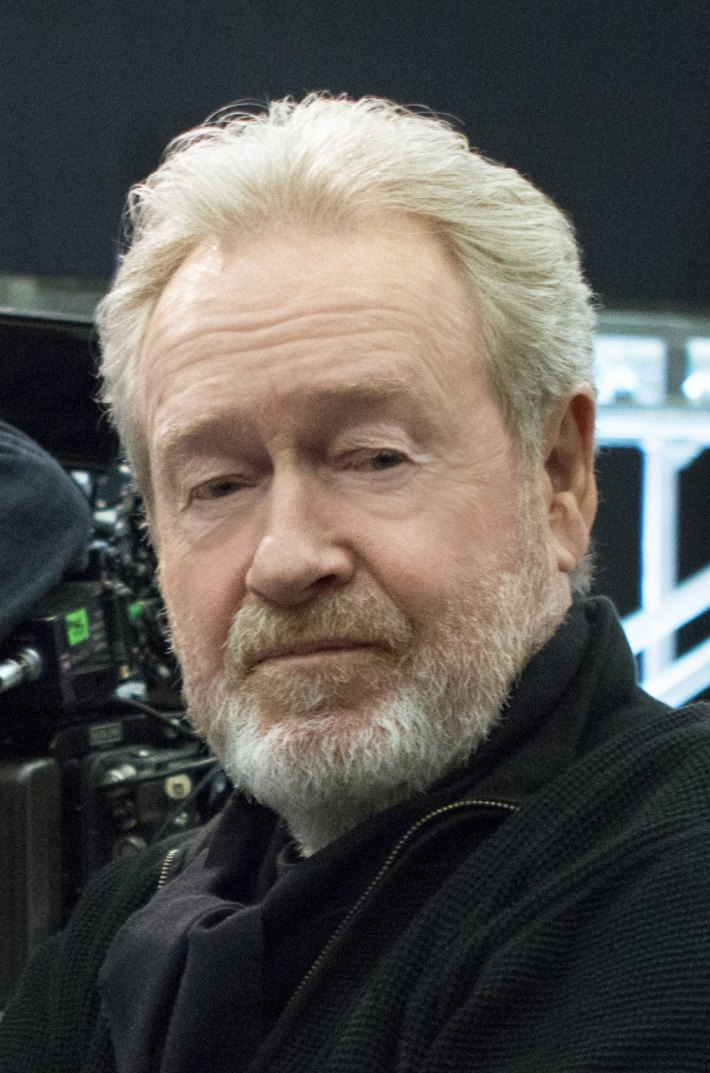
Ridley Scott (2015)

Sir Ridley Scott GBE (* 30. November 1937 in South Shields, England) ist ein britischer Filmregisseur und Filmproduzent. Er gilt heute als einer der renommiertesten und einflussreichsten Regisseure und hat die Erzählweisen mehrerer Filmgenres geprägt. Er wurde nie mit einem Oscar ausgezeichnet. Seine bekanntesten Filme sind Alien (1979), Blade Runner (1982), Thelma & Louise (1991), Gladiator (2000), Black Hawk Down (2001), Der Marsianer (2015) und Gladiator II (2024).
Scott ist Eigentümer der 1995 gegründeten Filmproduktionsfirma Scott Free Productions.

## Leben
Scott wurde als Sohn eines Berufssoldaten geboren. Sein Vater, den er selten zu sehen bekam, diente bei den Royal Engineers (Kampfunterstützungstruppen der britischen Armee) in hoher Position als Ingenieur und Transportkontrolleur. Nach Aufenthalten in Cumbria, Wales und Deutschland (dort zwischen 1947 und 1952 in Hamburg) ließ sich die Familie in Stockton-on-Tees im Norden Englands nieder (die industriell geprägte Landschaft inspirierte später Szenen in Blade Runner). Zum Ende seiner Kindheit und Jugend hatte er eigenen Angaben zufolge wegen der vielen Umzüge 10 Schulen besucht.
Scott erlernte 1954 bis 1958 Grafikdesign und Malerei am West Hartlepool College of Art und erlangte das Diplom mit Auszeichnung. Er studierte daraufhin Grafikdesign (M.A., 1960 bis 1962) am Royal College of Art in London, wo David Hockney einer seiner Mitstudenten war. Er schloss 1963 mit Auszeichnung ab. Scott erhielt ein einjähriges Reisestipendium in die USA und wurde bei Time Life beschäftigt, wo er mit den Dokumentaristen Richard Leacock und D. A. Pennebaker arbeitete.
Nach seiner Rückkehr nahm er 1965 eine Lehrstelle bei der BBC als Szenenbildner an. Diese Position führte ihn zur Mitarbeit an beliebten Fernsehproduktionen wie der Polizei-Serie Z-Cars oder der Science-Fiction-Serie Out of the Unknown. Nach kurzer Zeit wurde er ins Trainingsprogramm für Regisseure aufgenommen und inszenierte einige Episoden selbst.
1968 verließ Scott die BBC, um Ridley Scott Associates (RSA) zu gründen. An dem Projekt arbeiteten neben seinem Bruder Tony Regisseure wie Alan Parker, Hugh Hudson und Hugh Johnson mit. RSA wurde zu einem der erfolgreichsten Werbefilm-Häuser in Europa, in dessen Auftrag Scott für über 2000 Werbespots verantwortlich zeichnet; viele davon wurden auf den Festspielen von Cannes und Venedig ausgezeichnet.
Scott gilt in der Branche als ökonomischer Regisseur, da er in der Regel mit einem Drittel der Drehtage seiner Kollegen auskommt. Eigenen Worten zufolge verdankt er dies seiner Vergangenheit als Werbe- und Videospotregisseur sowie der Tatsache, dass er manche Szenen mit bis zu 15 Kameras gleichzeitig drehe.
Er war von 1964 bis 1975 mit Felicity Heywood verheiratet. Aus dieser Ehe stammen die ebenfalls im Filmgeschäft tätigen Söhne Jake (* 1965) und Luke (* 1968). Die Ehe mit der Produzentin Sandy Watson dauerte von 1979 bis 1989. Die gemeinsame Tochter Jordan, die auch als Regisseurin und Drehbuchautorin tätig ist, wurde 1977 geboren. Seit dem Jahr 2000, als sie in Gladiator eine Nebenrolle spielte, ist Scott mit der costa-ricanischen Schauspielerin Giannina Facio, Tochter des Diplomaten und Politikers Gonzalo Facio (1918–2018), liiert. Im Juni 2015 heiratete das Paar.
Im Jahr 2003 wurde Scott von der britischen Königin aufgrund seiner Verdienste um die Kunst zum Ritter geschlagen, am 8. Mai 2024 ernannte Thronfolger Prinz William ihn zum Knight Grand Cross of the Order of the British Empire. Scott ist damit Träger des höchsten britischen Verdienstordens.
Sein jüngerer Bruder ist der Regisseur und Filmproduzent Tony Scott, der sich 2012 das Leben nahm.
Scott lebt in Los Angeles, besitzt aber seit etwa Anfang der 90er Jahre ein Haus in Südfrankreich.

## Werk
Scotts Markenzeichen ist ein ausgeprägt ästhetischer und malerischer visueller Stil, der sich durch seine jahrelange Erfahrung als Production Designer und Regisseur von Werbespots entwickelt hat. Zusammen mit seinem Bruder Tony betrieb er ab 1968 die Produktionsfirma für Werbefilme Ridley Scott Associates (RSA).
Scotts erster Themenfilm Die Duellisten (1977) war zwar kommerziell kein großer Erfolg, fand aber bei der Kritik genug Beachtung, um Scott die Realisierung des Science-Fiction-Films Alien – Das unheimliche Wesen aus einer fremden Welt (1979) zu ermöglichen.
Sein nächster Film Blade Runner (1982), basierend auf dem Roman Träumen Androiden von elektrischen Schafen? von Philip K. Dick, spielt in einem düster-futuristischen Los Angeles. Das Werk war visuell derart beeindruckend, dass es für eine ganze Generation Cyberpunk-Literatur, -Musik und -Kunst als Inspiration diente.
In der Folge drehte Scott Legende (1985), Der Mann im Hintergrund (1987) und Black Rain (1989), die alle nicht an die Bedeutung und den Erfolg der vorigen Werke anknüpfen konnten. Legende setzte sich jedoch im Lauf der Zeit als Fantasy-Kultfilm durch und wurde 2002 mit einem restaurierten Director’s Cut ergänzt.
Die von der Kritik stetig vorgebrachte Beschuldigung, visuellen Stil vor Inhalt und Charakterzeichnung zu stellen, wurde mit Thelma & Louise (1991) entkräftet. Neben guten Kritiken erhielt Scott seine erste Oscar-Nominierung für die beste Regie.
Danach folgten mit dem Kolumbus-Film 1492 – Die Eroberung des Paradieses (1992), White Squall – Reißende Strömung (1996) und Die Akte Jane (1997) erneut Filme, die künstlerisch und kommerziell durchfielen. Insbesondere der Militärfilm Die Akte Jane, in dem Demi Moore eine Frau spielt, die als erste Mitglied bei den Navy Seals werden will, wurde wegen einer nach Ansicht vieler Kritiker undifferenzierten Pro-Militär-Haltung angegriffen.
Mit Gladiator feierte Scott 2000 ein triumphales Comeback. Der Film war beim Publikum sehr erfolgreich und gewann neben dem Oscar für den besten Film im Jahr 2001 auch den Golden Globe 2001. Die Regie-Leistung wurde ebenfalls nominiert, den Preis erhielt Scott jedoch nicht.
Eine weitere Oscar-Nominierung erhielt er für den kontroversen Kriegsfilm Black Hawk Down (2001), der einen verunglückten US-amerikanischen Militäreinsatz in Somalia thematisiert und in eindrucksvolle Bilder umsetzt. Black Hawk Down prägte die neuere Action-Darstellung und verhalf der dokumentarischen Kameraführung zum Durchbruch in der Filmkunst.
Scott übernahm die Regie bei dem Film Hannibal (2001), der Fortsetzung zu Das Schweigen der Lämmer (1991).
2005/2006 folgte in zwei Versionen der Film Königreich der Himmel. 2006 erschien Ein gutes Jahr nach dem Roman Ein guter Jahrgang seines Landsmannes Peter Mayle. Er handelt von einem Bankmanager, der von seinem Onkel ein Weingut in der Provence erbt und daraufhin beschließt, sein Leben umzukrempeln. Die Hauptrolle spielt der neuseeländische Schauspieler Russell Crowe.
Gemeinsam mit seinem Bruder Tony produzierte Scott für den amerikanischen Kabelsender TNT die Miniserie The Company – Im Auftrag der CIA, die im August 2007 ausgestrahlt wurde. The Company erzählt die Geschichte dreier Yale-Absolventen, die in der Nachkriegszeit auf Seiten der CIA bzw. des KGB in den Kalten Krieg verwickelt werden. In den Hauptrollen sind u. a. Chris O’Donnell, Michael Keaton und Alfred Molina zu sehen.
Im Oktober 2008 bestätigte Scott, dass er 25 Jahre warten musste, bis die Rechte an dem Buch Der Ewige Krieg von Joe Haldeman für eine Verfilmung zur Verfügung standen. Scott plane, dieses Buch in 3D zu verfilmen.
Für den US-Fernsehsender CBS produzierte Scott seit 2009 die Serie Good Wife. Die Ausstrahlung begann in den USA im September 2009, in Deutschland bei ProSieben Ende März 2010. Auch hier arbeitete er mit seinem Bruder Tony zusammen.
Mit der 2009 abgedrehten Produktion Robin Hood legte Scott erneut einen Historienfilm vor. Mit seinem 22. Spielfilm, realisiert nach einem Drehbuch von Brian Helgeland mit Russell Crowe in der Titelrolle, wurden am 12. Mai 2010 die 63. Filmfestspiele von Cannes eröffnet.
Scott arbeitete 2009 an der ersten Verfilmung von Aldous Huxleys Roman Schöne neue Welt für das Kino. Der Film sollte von ihm und Leonardo DiCaprio produziert werden, Drehbuchautor sollte Farhad Safinia sein. Scott sollte voraussichtlich auch Regie führen, der Film wurde jedoch bis heute nicht realisiert.
2010 kündigte YouTube den Start von Life in a Day an. Es handelt sich um eine experimentellen Dokumentation, die von Scott produziert wurde. Der Dokumentarfilm transferiert das Konzept der A Day in the Life of-Buchreihe von Rick Smolan in ein audiovisuelles Medium. Er wurde am 27. Januar 2011 auf dem Sundance Film Festival veröffentlicht und enthält Aufnahmen vom 24. Juli 2010, die von YouTube-Nutzern aus der ganzen Welt eingereicht wurden. Auch hier gab es, ähnlich wie bei Smolans Projekt, Fortsetzungen; insbesondere produzierte Scott im Rahmen der Vorbereitungen für die Olympischen Spiele 2012 in London den Dokumentarfilm Britain in a Day, der aus Aufnahmen der britischen Öffentlichkeit vom 12. November 2011 besteht. Im November 2012 produzierte Scott den Dokumentarfilm Springsteen & I unter der Regie von Baillie Walsh, der ebenfalls von Life in a Day inspiriert war. Der Film zeigte Aufnahmen von Fans aus der ganzen Welt darüber, was der Musiker Bruce Springsteen für sie bedeutet und wie er ihr Leben beeinflusst hat. Der Film wurde am 22. Juli 2013 für einen Tag in 50 Ländern und auf über 2000 Leinwänden veröffentlicht.
Scott war auch weiterhin als Regisseur im Musikvideo und Werbebereich tätig. 2012 drehte er einen Werbespot für Lady Gagas Parfüm Fame.
2013 führte Scott bei The Counselor Regie. Der Film basiert auf einem Drehbuch des Autors Cormac McCarthy. 2014 folgte die Regiearbeit bei dem biblisch inspirierten Filmepos „Exodus: Götter und Könige“.
Ebenfalls im Jahr 2014 begannen die ersten Arbeiten für den Film Der Marsianer – Rettet Mark Watney mit Matt Damon in der Hauptrolle. Der Film lief im Oktober 2015 in den Kinos an. Der Film spielte weltweit über 630 Millionen Dollar ein und wurde Scotts bisher größter kommerzieller Erfolg.
2016 war Scott mit zwei Sequels zu seinen früheren Erfolgen beschäftigt, den Fortsetzungen von Alien und Prometheus einerseits, sowie von Blade Runner andererseits. Am 19. Mai 2017 wurde Alien: Covenant veröffentlicht. Bei der Fortsetzung von Blade Runner war Scott dagegen nicht als Regisseur tätig, sondern (nur) als Produzent; Regisseur war Denis Villeneuve.
Im selben Jahr verfilmte Scott mit Alles Geld der Welt den Entführungsfall um John Paul Getty III. Im Zuge des Skandals um Kevin Spacey, der ab Ende Oktober 2017 mit Vorwürfen der sexuellen Belästigung konfrontiert wurde, entschloss sich das Filmteam und Sony Pictures, alle Szenen mit Spacey aus dem Film zu schneiden. Scott musste diese Szenen kurzfristig mit Christopher Plummer nachdrehen.
Im Jahr 2020 führte Scott Regie bei The Last Duel, der Verfilmung eines Buchs von Eric Jager, mit Adam Driver, Matt Damon und Jodie Comer in den Hauptrollen. Gedreht wurde unter anderem in der mittelalterlichen französischen Burg Berzé-le-Châtel.
Im Jahr 2021 führte er bei House of Gucci Regie, einem Film über den Mord an Maurizio Gucci, Die Hauptrollen übernahmen Adam Driver und Lady Gaga.
Sein nächster Film war Napoleon, ein Biopic über Napoleon Bonaparte mit Joaquin Phoenix als Napoleon und Vanessa Kirby als Kaiserin Joséphine. Der Film wurde im. November 2023 veröffentlicht. 2024 folgte mit Gladiator II die Fortsetzung seines Erfolgs aus dem Jahr 2000. Der Film erhielt gute Kritiken und war auch kommerziell erfolgreich; er stellt den besten Kinostart dar, den Scott jemals erzielt hat.

## Filmografie (Auswahl)
Als Regisseur
- 1965: Boy and Bicycle (Kurzfilm)
- 1977: Die Duellisten (The Duellists)
- 1979: Alien – Das unheimliche Wesen aus einer fremden Welt (Alien)
- 1982: Blade Runner
- 1984: 1984 (Werbespot für Apple)
- 1985: Legende (Legend)
- 1987: Der Mann im Hintergrund (Someone to Watch Over Me)
- 1989: Black Rain
- 1991: Thelma & Louise
- 1992: 1492 – Die Eroberung des Paradieses (1492: Conquest of Paradise)
- 1996: White Squall – Reißende Strömung (White Squall)
- 1997: Die Akte Jane (G.I. Jane)
- 2000: Gladiator
- 2001: Black Hawk Down
- 2001: Hannibal
- 2003: Tricks (Matchstick Men)
- 2005: Königreich der Himmel (Kingdom of Heaven)
- 2005: Alle Kinder dieser Welt (All the Invisible Children, Segment Jonathan)
- 2006: Ein gutes Jahr (A Good Year)
- 2007: American Gangster
- 2008: Der Mann, der niemals lebte (Body of Lies)
- 2010: Robin Hood
- 2012: Prometheus – Dunkle Zeichen (Prometheus)
- 2013: The Counselor
- 2013: The Vatican (Fernsehfilm)
- 2014: Exodus: Götter und Könige (Exodus: Gods and Kings)
- 2015: Der Marsianer – Rettet Mark Watney (The Martian)
- 2017: Alien: Covenant
- 2017: Alles Geld der Welt (All the Money in the World)
- 2019: The Journey (Kurzfilm)
- 2020: Raised by Wolves (Fernsehserie, 2 Episoden)
- 2021: The Last Duel
- 2021: House of Gucci
- 2023: Napoleon
- 2024: Gladiator II
- 2025: Dope Thief (Fernsehserie, Episode Nr. 1 der ersten Staffel)

Als Produzent
- 1965: Boy and Bicycle (Kurzfilm)
- 1991: Thelma & Louise
- 1992: 1492 – Die Eroberung des Paradieses (1492 – Conquest of Paradise)
- 1994: Schrei in die Vergangenheit (The Browning Version)
- 1997: Die Akte Jane (G.I. Jane)
- 1998: Clay Pigeons – Lebende Ziele (Clay Pigeons)
- 2000: Ein heißer Coup (Where the Money Is)
- 2001: Hannibal
- 2001: Black Hawk Down
- 2003: Tricks (Matchstick Men)
- 2005: Königreich der Himmel (Kingdom of Heaven)
- 2005: In den Schuhen meiner Schwester (In Her Shoes)
- 2006: Ein gutes Jahr (A Good Year)
- 2007: Die Ermordung des Jesse James durch den Feigling Robert Ford (The Assassination of Jesse James by the Coward Robert Ford)
- 2007: American Gangster
- 2008: Der Mann, der niemals lebte (Body of Lies)
- 2009: Das schwarze Herz (Tell-Tale)
- 2010: Robin Hood
- 2011: The Grey – Unter Wölfen (The Grey)
- 2012: Prometheus – Dunkle Zeichen (Prometheus)
- 2012: Die Tore der Welt (World Without End, Miniserie, 8 Episoden)
- 2013: The East
- 2013: Stoker
- 2013: The Counselor
- 2013: Auge um Auge (Out of the Furnace)
- 2014: Exodus: Götter und Könige (Exodus: Gods and Kings)
- 2015: Kind 44 (Child 44)
- 2015: Der Marsianer – Rettet Mark Watney (The Martian)
- 2015: Erschütternde Wahrheit (Concussion)
- 2016: Das Morgan Projekt (Morgan)
- 2017: Phoenix Forgotten
- 2017: Alien: Covenant
- 2017: The Secret Man (Mark Felt: The Man Who Brought Down the White House)
- 2017: Mord im Orient Express (Murder on the Orient Express)
- 2017: Alles Geld der Welt (All the Money in the World)
- 2018: American Woman
- 2019: The Aftermath
- 2021: The Last Duel
- 2021: House of Gucci
- 2022: Tod auf dem Nil (Death on the Nile)
- 2023: Boston Strangler
- 2023: A Haunting in Venice
- 2023: Napoleon
- 2024: Berlin Nobody
- 2024: Alien: Romulus
- 2024: Gladiator II

Als Executive Producer
- 1987: Der Mann im Hintergrund (Someone to Watch Over Me)
- 1994: Immer Ärger um Dojo (Monkey Trouble)
- 1996: White Squall – Reißende Strömung (White Squall)
- 2000: Gladiator
- 2002: Churchill – The Gathering Storm (The Gathering Storm, Fernsehfilm)
- 2006: Tristan & Isolde
- 2009: Cracks
- 2009–2016: Good Wife (The Good Wife, Fernsehserie, 156 Episoden)
- 2010: Willkommen bei den Rileys (Welcome to the Rileys)
- 2010: Das A-Team – Der Film (The A-Team)
- 2010: Die Säulen der Erde (The Pillars of the Earth, Miniserie, 8 Episoden)
- 2010: Nomads (Fernsehfilm)
- 2011–2012: Die Science Fiction Propheten (Prophets of Science Fiction, Dokumentarserie, 8 Episoden)
- 2013: Killing Kennedy (Fernsehfilm)
- 2013: The Vatican (Fernsehfilm)
- 2014: Klondike (Miniserie, 2 Episoden)
- 2014: Ich. Darf. Nicht. Schlafen. (Before I Go to Sleep)
- 2014: Rettet Weihnachten! (Get Santa)
- 2014: Galyntine (Fernsehfilm)
- 2015–2019: The Man In The High Castle (Fernsehserie, 40 Episoden)
- 2016: Mindhorn
- 2016: Killing Reagan (Fernsehfilm)
- 2017: Newness
- 2017: Taboo (Fernsehserie, 8 Episoden)
- 2017: Blade Runner 2049
- 2017–2022: The Good Fight (Fernsehserie, 46 Episoden)
- 2018: Zoe
- 2018–2019: The Terror (Fernsehserie, 20 Episoden)
- 2020–2022: Raised by Wolves (Fernsehserie, 14 Episoden)

## Auszeichnungen (Auswahl)
| Platz | Film                                                 |
| ----- | ---------------------------------------------------- |
| 33    | Gladiator                                            |
| 49    | Alien – Das unheimliche Wesen aus einer fremden Welt |
| 193   | Blade Runner                                         |

Oscarverleihung
- 1992: Nominierung in der Kategorie Beste Regie für Thelma & Louise
- 2001: Nominierung in der Kategorie Beste Regie für Gladiator
- 2002: Nominierung in der Kategorie Beste Regie für Black Hawk Down
- 2016: Nominierung in der Kategorie Bester Film für Der Marsianer – Rettet Mark Watney

Golden Globe Award
- 2001: Nominierung in der Kategorie Beste Regie für Gladiator
- 2008: Nominierung in der Kategorie Beste Regie für American Gangster
- 2016: Nominierung in der Kategorie Beste Regie für Der Marsianer – Rettet Mark Watney
- 2018: Nominierung in der Kategorie Beste Regie für Alles Geld der Welt

Emmy
- 2001: Nominierung in der Kategorie Herausragender Fernsehfilm für Citizen Kane – Die Hollywood-Legende
- 2002: Auszeichnung in der Kategorie Herausragender Fernsehfilm für Churchill – The Gathering Storm
- 2008: Nominierung in der Kategorie Herausragende Miniserie für Andromeda – Tödlicher Staub aus dem All
- 2009: Nominierung in der Kategorie Herausragender Fernsehfilm für Blut, Schweiß und Tränen
- 2010: Nominierung in der Kategorie Herausragende Dramaserie für Good Wife
- 2011: Nominierung in der Kategorie Herausragende Dramaserie für Good Wife
- 2011: Nominierung in der Kategorie Herausragende Miniserie für Die Säulen der Erde
- 2011: Auszeichnung in der Kategorie Nonfiction Special für Gettysburg
- 2014: Nominierung in der Kategorie Herausragender Fernsehfilm für Killing Kennedy
- 2015: Nominierung in der Kategorie Herausragender Fernsehfilm für Killing Jesus

British Academy Film Award
- 1992: Nominierung in der Kategorie Bester Film für Thelma & Louise
- 1992: Nominierung in der Kategorie Beste Regie für Thelma & Louise
- 1995: Auszeichnung in der Kategorie Bester Britischer Beitrag zum Kino für Blade Runner
- 2001: Nominierung in der Kategorie Beste Regie für Gladiator
- 2008: Nominierung in der Kategorie Bester Film für American Gangster
- 2016: Nominierung in der Kategorie Beste Regie für Der Marsianer – Rettet Mark Watney

Saturn Award
- 1980: Auszeichnung in der Kategorie Beste Regie für Alien – Das unheimliche Wesen aus einer fremden Welt
- 1983: Nominierung in der Kategorie Beste Regie für Blade Runner
- 2001: Nominierung in der Kategorie Beste Regie für Gladiator
- 2004: Auszeichnung mit dem George Pal Memorial Award
- 2016: Auszeichnung in der Kategorie Beste Regie für Der Marsianer – Rettet Mark Watney

British Fantasy Award
- 1980: Auszeichnung für Alien – Das unheimliche Wesen aus einer fremden Welt als bester Film
- 1983: Auszeichnung für Blade Runner als bester Film

Internationale Filmfestspiele von Venedig
- 2021: Cartier Glory to the Filmmaker Award[15]

Persönliche Auszeichnungen
- 2007: Aufnahme in die Science Fiction and Fantasy Hall of Fame